# Бриков Олександр Петрович
Олександр Петрович Бриков (нар. 1889, місто Москва, тепер Російська Федерація — розстріляний 30 жовтня 1937, місто Москва, тепер Російська Федерація) — радянський діяч, голова виконавчого комітету Середньо-Волзької крайової ради. Член ЦВК СРСР. Член Центральної контрольної комісії РКП(б) у 1923—1924 роках. Член Центральної ревізійної комісії ВКП(б) у 1930—1934 роках.

## Життєпис
Народився в родині селянина. Закінчив початкову школу. Працював робітником—шкіряником у Москві.
З 1905 року брав участь у революційній діяльності. У 1907 році був засуджений до адміністративного заслання на два роки.
Один із організаторів Московської профспілки шкіряників.
Член РСДРП(б) з лютого 1917 року.
З 1917 року — член виконавчого комітету Московської ради і член Президії солдатської секції Московської ради.
З жовтня 1917 по 1918 рік — заступник голови Союзу земств і міст; заступник голови Центрального управління військових заготівель Вищої ради народного господарства (ВРНГ) РРФСР.
З 1918 року — надзвичайний уповноважений Ради праці і оборони РРФСР на Східному фронті.
Потім — голова Сибірської Ради народного господарства.
У 1922—1924 роках — заступник голови Сибірського революційного комітету, член Сибірського бюро ЦК РКП(б).
У 1924—1929 роках — заступник голови Вищої ради народного господарства (ВРНГ) РРФСР, член Економічної наради РРФСР, начальник Управління державної промисловості РРФСР. З 1926 по 1929 рік — також голова Ради картопляної кооперації.
9 червня 1929 — 13 серпня 1932 року — голова виконавчого комітету Середньо-Волзької обласної (крайової) ради в місті Самарі.
З 1932 року — начальник Головного управління целюлозно-паперової промисловості Народного комісаріату лісової промисловості СРСР.
До липня 1937 року — начальник Головного управління будівництва целюлозно-паперових підприємств Головлісбуду Народного комісаріату лісової промисловості СРСР.
2 липня 1937 року заарештований органами НКВС. Засуджений Воєнною колегією Верховного суду СРСР 29 жовтня 1937 року до страти, розстріляний наступного дня. Похований на Донському цвинтарі Москви.
21 липня 1956 року реабілітований, посмертно поновлений у партії.